# Nesolestes angydna
Nesolestes angydna är en trollsländeart som beskrevs av Schmidt 1951. Nesolestes angydna ingår i släktet Nesolestes och familjen Megapodagrionidae. Inga underarter finns listade i Catalogue of Life.